# Abari
Diecezja Abari (łac. Abaritanus) – stolica historycznej diecezji we Cesarstwie rzymskim w prowincji Byzacena, współcześnie w Tunezji. Jest znany jeden biskup z V wieku. Obecnie katolickie biskupstwo tytularne. 

## Biskupi historyczni
- Feliks (wzmiankowany ca. 484)

## Biskupi tytularni
| Lp. | Biskup                                | Funkcja                            | Od                  | Do                |
| --- | ------------------------------------- | ---------------------------------- | ------------------- | ----------------- |
| 1   | José Lázaro Neves CM                  | biskup pomocniczy Assis (Brazylia) | 30 sierpnia 1948    | 11 listopada 1956 |
| 2   | Carlo Martini arcybiskup pro hac vice | nuncjusz apostolski w Paragwaju    | 5 października 1961 | 2 czerwca 1973    |
| 3   | Carlo Furno arcybiskup pro hac vice   | nuncjusz apostolski w Peru         | 1 sierpnia 1973     | 26 listopada 1994 |
| 4   | Bruno Musarò arcybiskup pro hac vice  | nuncjusz apostolski w Kostaryce    | 3 grudnia 1994      |                   |